# Japanmöwe

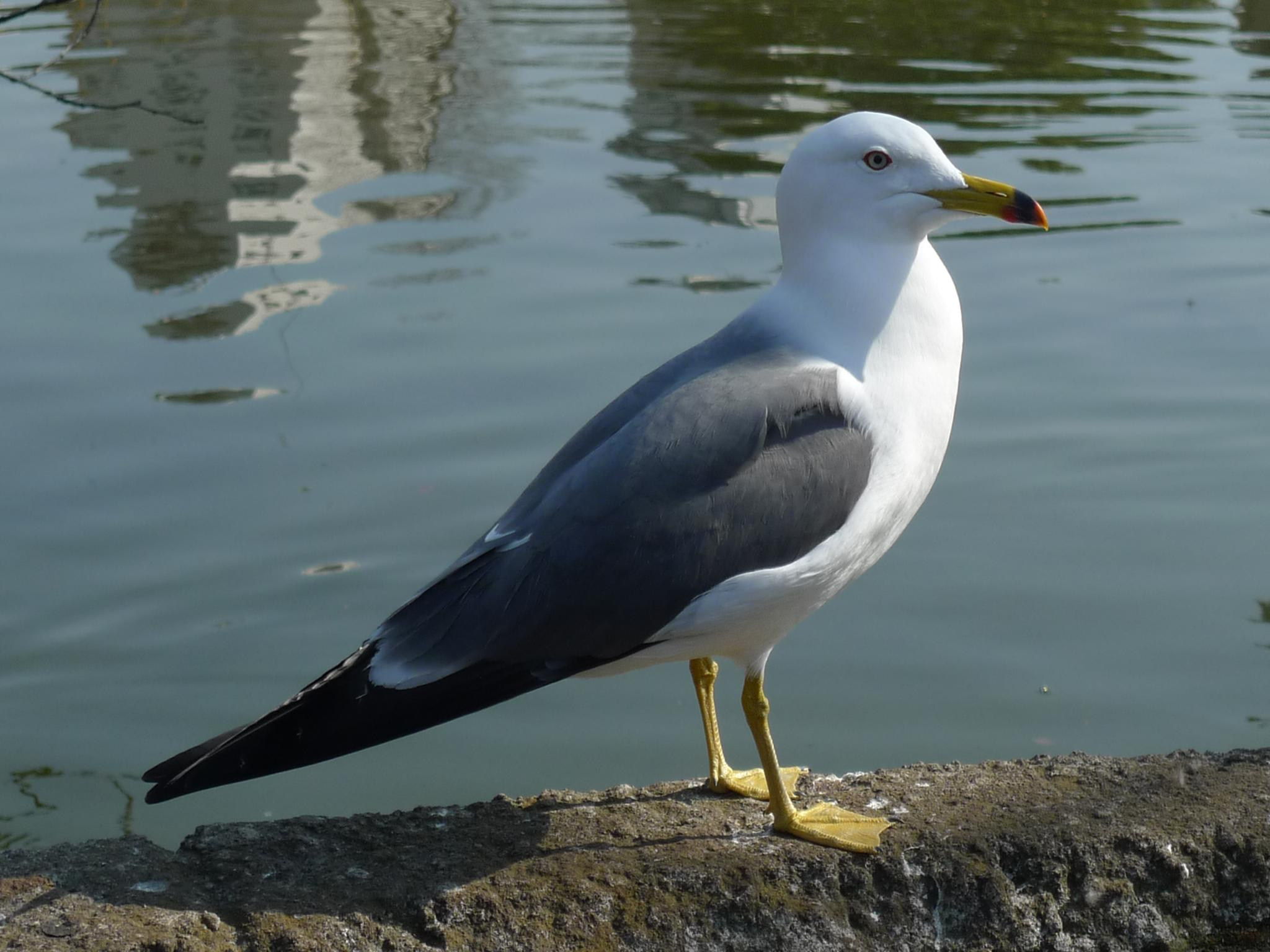
Adulte Japanmöwe

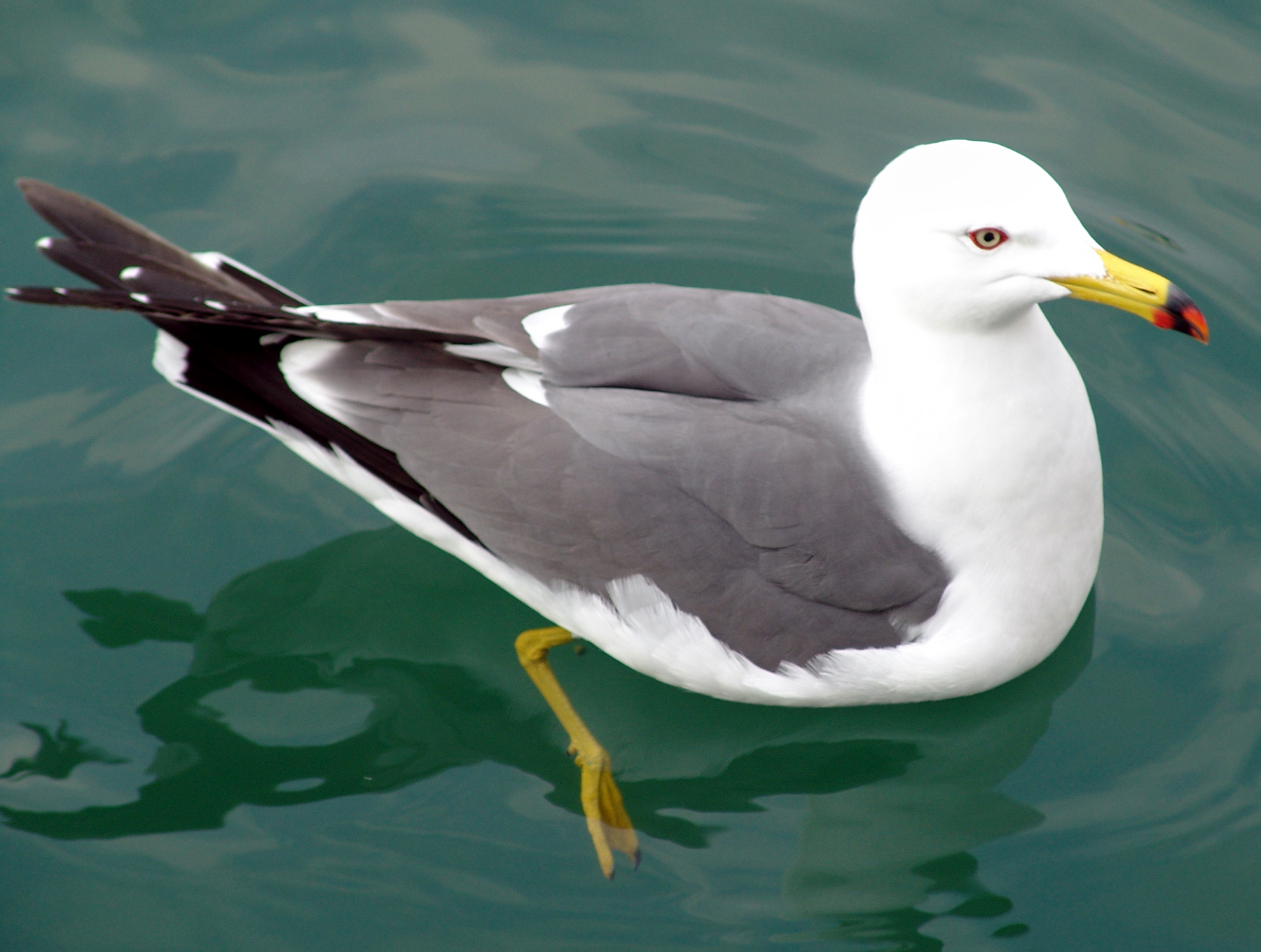
Schwimmende Japanmöwe

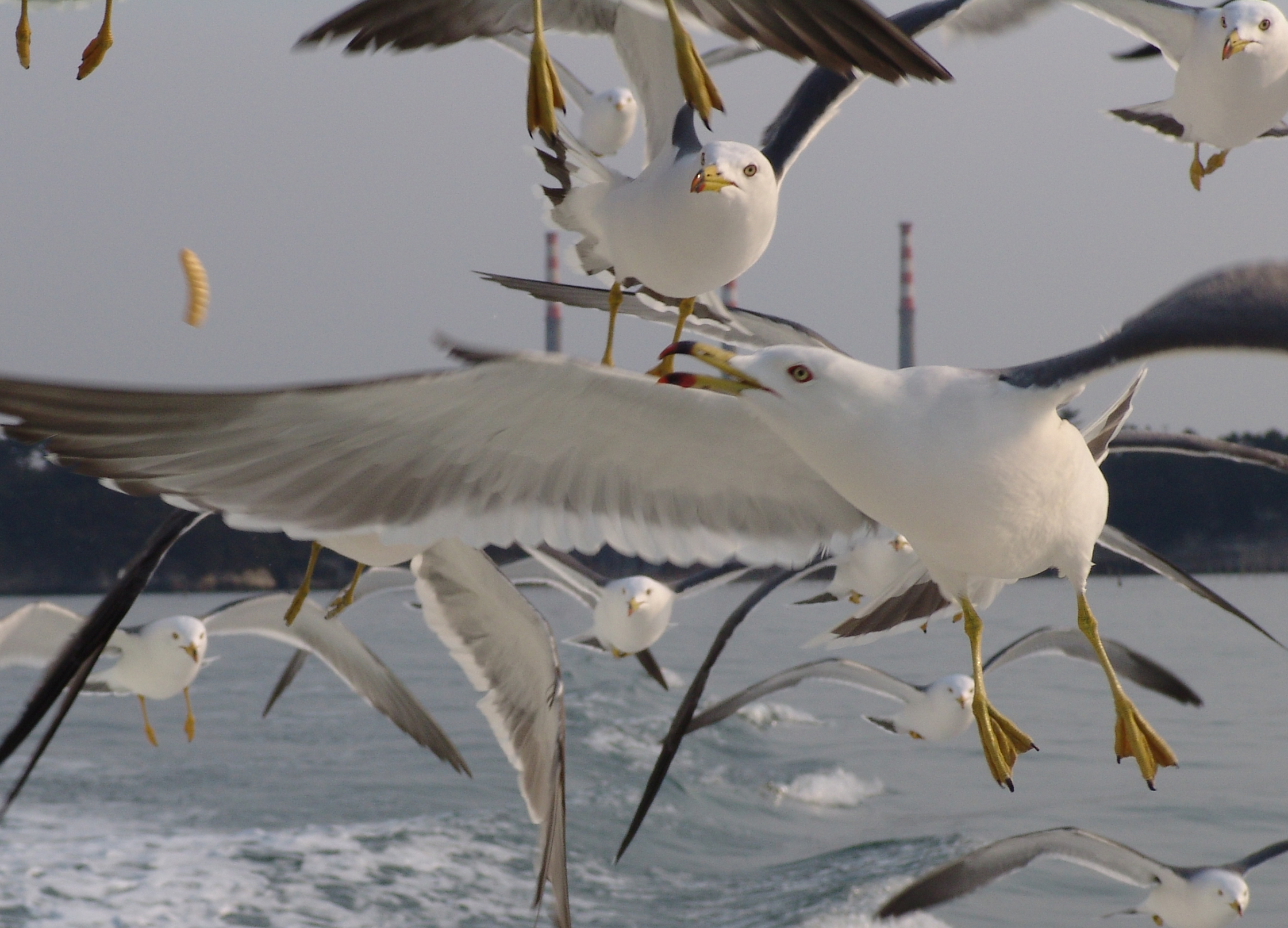
Ein Schwarm Japanmöwen

Die Japanmöwe (Larus crassirostris) ist eine Vogelart innerhalb der Möwen (Larinae). Sie brütet an den Küsten Südostrusslands, Ostchinas, Koreas und vor allem Japans, wo sie die häufigste Großmöwe ist.
Innerhalb der Gattung Larus gehört sie zu einer recht ursprünglichen Gruppe von vier Arten, die in allen Kleidern eine dunkle Schwanzbinde tragen sowie im Adultkleid relativ einfache Schnabelzeichnungen und nahezu komplett schwarze Handschwingen zeigen.

## Beschreibung
Die Japanmöwe zählt mit ihren 46 bis 48 cm Körperlänge, einer Flügelspannweite von 118 bis 124 cm und einem Gewicht von 436 bis 640 g zu den kleineren Arten der Gattung Larus und ist wenig größer als eine Sturmmöwe. Der Schwanz trägt in allen Alterskleidern eine dunkle Binde und ist recht kurz, die Flügel wirken verhältnismäßig lang und schlank.
Im Brutkleid sind Kopf, Hals und Unterseite weiß, die Oberseite ist dunkel schiefergrau gefärbt. Der relativ schlanke, gelbe Schnabel ist an der Spitze ausgedehnt leuchtend rot und trägt eine schwarze Subterminalbinde. Die blass gelbliche Iris wird von einem dunkelroten Orbitalring umschlossen. Die Beine und Füße sind gelb. Der Schwanz trägt eine charakteristische, schwarze Subterminalbinde, die recht breit ist und in einer ähnlichen Form nur bei der südamerikanischen Simeonsmöwe (Larus belcheri) zu finden ist. Der Flügelhinterrand ist wie bei allen Larus-Arten weiß, läuft aber schon auf den inneren Handschwingen in Form feiner, weißer Spitzen aus. Der distale Handflügel ist daher nahezu komplett schwarz, lediglich bei wenigen Vögeln findet sich auf der äußeren Handschwinge ein unauffälliges, weißes Subterminalfeld. Im Winter sind Hinterkopf und Augenregion dunkel gestrichelt, die Strichelung kann sich zu einem deutlich ausgeprägten Nackenband verdichten.
Vögel im Jugendkleid sind überwiegend dunkelbraun und wirken durch helle Federsäume oberseits geschuppt. Der Schnabel ist fleischfarben mit scharf abgesetzter schwarzer Spitze. Das Gefieder ist am vorderen Kopf etwas aufgehellt, die Augen sind von markanten, weißen Halbringen eingefasst. Im Unterschied zu anderen Großmöwen fehlt die Bänderung auf den großen Armdecken. Der Schwanz ist schwarz mit einem weißen Spitzensaum. Die Beine sind fleischfarben.
Vögel im ersten Winter sind denen im Jugendkleid sehr ähnlich. Die Mantel- und Schulterfedern sind aber weniger kontrastreich gezeichnet und wirken somit heller. Auf dem Unterflügel fällt eine kräftige, dunkle Zeichnung auf.
Das zweite Winterkleid vermittelt bereits zum Adultkleid und zeigt graue Rückenfedern und graue mittlere Armdecken. Gesicht, Schnabelbasis und Iris sind im Vergleich zum ersten Winter teils deutlich aufgehellt. Der Schwanz ist aber immer noch überwiegend schwarz.
Vögel im dritten Winter unterscheiden sich von adulten durch dunkle Federzentren der Handdecken. Im folgenden Sommer sind sie von adulten Tieren nicht mehr zu unterscheiden.

## Stimme
Der Ruf ist ein tiefes, katzenähnliches kaou-kaou oder jark-jark-jark. Zudem wird ein klagender, rauer Ruf beschrieben. Auf Grund dieser Stimme wird die Japanmöwe in Japan umineko (ウミネコ, dt. „Meerkatze“) genannt.

## Verbreitung und Bestand
Die Brutgebiete der monotypischen Art liegen vorwiegend an den Küsten und Inseln des Japanischen und des Gelben Meeres, wo die Möwenart in Korea, der chinesischen Provinz Shandong, in Japan und in Ost-Russland vorkommt. 96 Prozent des russischen Bestands brüten auf der Insel Furugelma in der Peter-der-Große-Bucht, wo sich mehrere Kolonien mit insgesamt 80.000 Brutpaaren befinden. Weitere Vorkommen gibt es auf Sachalin, den südlichen Kurilen und Moneron.
Die Art ist nicht gefährdet, der Weltbestand wird auf mehr als 350.000 Brutpaare bzw. 1.100.000 adulte Vögel geschätzt. 150.000 Brutpaare gibt es in Japan, 100.000 in Russland.

## Wanderungen
Außerhalb der Brutzeit kommt die Art in einem weitläufigeren Areal rund um die Brutgebiete vor. Vögel im ersten Jahr verstreichen in nahrungsreiche Gebiete. Russische Vögel sammeln sich vor allem am Tatarensund, Vögel von Honshū wandern an die japanische Pazifikküste oder ins südliche Ochotskische Meer. Vögel des Gelben Meeres wandern die Küsten entlang in nördlicher und südlicher Richtung. Die Hauptüberwinterungsgebiete liegen an der Koreastraße, dem Japanischen Meer und an der nordostchinesischen Küste. Südlicher ist die Art seltener zu finden, taucht aber bis etwa Hongkong als regelmäßiger Wintergast auf.
Als seltener Irrgast wurde die Art in Nordamerika beobachtet, wo einige Nachweise sogar von der Ostküste stammen.

## Lebensweise
Die Japanmöwe besiedelt Küsten, Buchten und Flussmündungen. Die Brutkolonien liegen an sandigen oder felsigen Stränden, Steilküsten oder Felsinseln. Die Nahrung wechselt lokal und saisonal in ihrer Zusammensetzung, besteht aber vorwiegend aus kleineren Fischen, Krebstieren, Insekten und Abfällen, ergänzend kommen Weichtiere und Vielborster hinzu. Im Winter nehmen Fischereiabfälle einen großen Stellenwert ein, die Art folgt auch gerne Fischerbooten aufs Meer hinaus. Auch Mülldeponien werden genutzt. Nicht selten wurde Kleptoparasitismus beobachtet.
Japanmöwen finden sich ab Mitte April in den Brutkolonien ein, die Eiablage erfolgt in Sibirien zwischen Mai und Juni. Das Nest wird im Sand oder auf Felsen aus trockenem Gras errichtet. Das Gelege besteht aus zwei bis drei Eiern, die zwischen 24 und 25, seltener 27 Tage lang bebrütet werden. Die Jungvögel werden etwa nach 35 bis 40 Tagen flügge. Die Ausfliegerate liegt bei 63 bis 70 Prozent. Wenn die Küken den Nistplatz verlassen, wird ein hoher Prozentsatz von benachbarten Altvögeln getötet.